# Красный (Кирсановский район)
Красный — посёлок в Кирсановском районе Тамбовской области России. Входит в состав Ленинского сельсовета.

## География
Посёлок находится в восточной части Тамбовской области, в лесостепной зоне, в пределах Окско-Донской равнины, к западу от реки Вороны, на расстоянии примерно 8 километров (по прямой) к северу от города Кирсанова, административного центра района. Абсолютная высота — 139 метров над уровнем моря.
Часовой пояс
Посёлок Красный, как и вся Тамбовская область, находится в часовой зоне МСК (московское время). Смещение применяемого времени относительно UTC составляет +3:00.

## История
Основан в 1918 году. По данным 1926 года имелось 64 хозяйства и проживало 296 человек (157 мужчин и 139 женщин). В административном отношении посёлок входил в состав Пригородной волости Кирсановского уезда Тамбовской губернии.

## Население
| 2010 |
| ---- |
| 35   |

Половой состав
По данным Всероссийской переписи населения 2010 года в гендерной структуре населения мужчины составляли 54,3 %, женщины — соответственно 45,7 %.
Национальный состав
Согласно результатам переписи 2002 года, в национальной структуре населения русские составляли 94 % из 56 чел.

## Улицы
Уличная сеть посёлка состоит из шести улиц.